# Sherdog
«Sherdog» (вимова назви: «Ше́рдоґ») — спортивний інтернет-портал та інтернет-видання, що висвітлює події у світі змішаних бойових мистецтв. Структура сайту містить базу даних спортивної статистики, мультимедіа-архів, інтернет-магазин, новинар, форуми та блоги.
«Sherdog» був заснований у серпні 1997 року  як особистий вебсайт спортивного фотографа і шанувальника змішаних єдиноборств Джеффа Шервуда. Як назву для сайту Шервуд обрав власний нікнейм — «Sherdog». З часів заснування і дотепер Джефф Шервуд є незмінним членом редакційної колегії видання. За 15 років сайт Шервуда розвинувся у найбільший у світі портал зі змішаних бойових мистецтв.
Перш за все, портал «Sherdog» відмий своєю базою даних спортивної статистики, яка містить дані про бійців, команди, менеджерів та заходи у змішаних бойових мистецтвах. База Шервуда є найбільшою у світі й не має конкурентних аналогів. Матеріали бази використовуються чисельними друкованими та інтернет-виданнями, сайтами, теле- та радіо-передачами. 
Видання освітлює події у світі змішаних бойових мистецтв, публікує статистичні, аналітичні, навчальні матеріали, статті, фотографії та відеозаписи, а також ретранслює бійцівські турніри нижчих ліг у прямому ефірі. Крім того, видання «Sherdog» публікує регулярні рейтинги бійців змішаного стилю, а також підбиває підсумки спортивного року циклом премій за найбільш видатні досягнення.
Персонал сайту налічує близько 50 працівників (кількість варіюється). Постійними партнерами «Sherdog» є медіа-холдинг «ESPN», видання «Grappling», «Black Belt», «Ultimate Athlete», «FightSport» тощо. Форум «Sherdog» входить у сотню найбільш відвідуваних форумів світу незалежно від тематики, а також у десятку найбільш відвідуваних форумів світу спортивної тематики. Щомісячно матеріали видання переглядаються відвідувачами понад 100 млн разів.

## Рейтинги видання «Sherdog»
З 2007 року видання «Sherdog» складає і публікує регулярні рейтинги бійців змішаного стилю. «Sherdog» формує рейтинг із десяти найкращих бійців світу у певній ваговій категорії за критеріями успішності і регулярності виступів, а також рівня спортивної опозиції. На даний час рейтингами охоплюються вісім основних вагових категорій, а також умовна категорія, що не залежить від ваги. Нижче наведено перелік бійців, які займають перший рядок рейтингу своєї вагової категорії, а також рейтинг бійців незалежно від вагової категорії.

### Актуальні рейтинги
Найкращі бійці світу за ваговими категоріями:
| Вагова категорія        | Боєць             |
| Важка (93-120 кг)       | Кейн Веласкес     |
| Напівважка (84-93 кг)   | Джон Джонс        |
| Середня (77-84 кг)      | Кріс Вайдмен      |
| Напівсередня (70-77 кг) | Джоні Хендрікс    |
| Легка (66-70 кг)        | Ентоні Петтіс     |
| Напівлегка (61-66 кг)   | Жозе Алду         |
| Легша (57-61 кг)        | Ренан Баран       |
| Найлегша (до 57 кг)     | Демітріус Джонсон |

Найкращі бійці світу незалежно від вагових категорій:
| №  | Боєць             | Вагові категорії                                                   | Титули              |
| 1  | Джон Джонс        | Напівважка (84-93 кг)                                              | UFC                 |
| 2  | Жозе Алду         | Напівлегка (61-66 кг), легка (66-70 кг)                            | UFC, WEC            |
| 3  | Кейн Веласкес     | Важка (93-120 кг)                                                  | UFC                 |
| 4  | Кріс Вайдмен      | Середня (77-84 кг)                                                 | UFC                 |
| 5  | Демітріус Джонсон | Найлегша (до 57 кг), легша (57-61 кг)                              | UFC                 |
| 6  | Ренан Баран       | Легша (57-61 кг), напівлегка (61-66 кг)                            | UFC                 |
| 7  | Ентоні Петтіс     | Легка (66-70 кг)                                                   | UFC, WEC            |
| 8  | Андерсон Сілва    | Напівсередня (70-77 кг), середня (77-84 кг), напівважка (84-93 кг) | UFC, ISC, Cage Rage |
| 9  | Джоні Хендрікс    | Напівсередня (70-77 кг)                                            | UFC                 |
| 10 | Бен Хендерсон     | Легка (66-70 кг)                                                   | UFC, WEC            |

## Премії видання «Sherdog»
З 2004 року видання «Sherdog» публікує цикл статей з оглядом головних спортивних подій року, в яких відзначає ті особистості, події та явища, які мали особливе значення для змішаних бойових мистецтв. З роками ця традиція перетворилась на щорічне відзначення преміями, перелік яких з часом розширювався. З 2008 року «Sherdog» оголошує 12 таких премій:
- «Боєць року» — премією відзначається найвидовищніший, найтехнічніший, найталановитіший боєць у межах року.
- «Бій року» — премією відзначається найвидовищніший, найконкурентніший, найтехнічніший бій у межах року.
- «Нокаут року» — премією відзначається найвидовищніший і технічно виконаний нокаут у межах року.
- «Підкорення року» — премією відзначається найвидовищніше і технічно виконане підкорення у межах року.
- «Раунд року» — премією відзначається найвидовищніший, драматичний і технічно багатий раунд у межах року.
- «Апсет року» — премією відзначається найнеочікуваніша перемога в бою у межах року.
- «Побиття року» — премією відзначається перемога в бою, що здобута у найдомінуючому стилі, у межах року.
- «Прорив року» — премією відзначається боєць, який за рік досягнув найбільш стрімкого розвитку кар'єри.
- «Повернення року» — премією відзначається боєць, який за рік досягнув найзначнішого успіху без об'єктивних передумов до цього.
- «Несправедливість року» — премією відзначається найнесправедливіше рішення суддів або рефері в бою у межах року.
- «Турнір року» — премією відзначається найзначніший, насичений особливо важливими подіями, турнір у межах року.
- «Тема року» — премією відзначається найважливіше чи широко обговорюване у межах року явище, подія або низка подій.